# 인산 가수 분해 효소

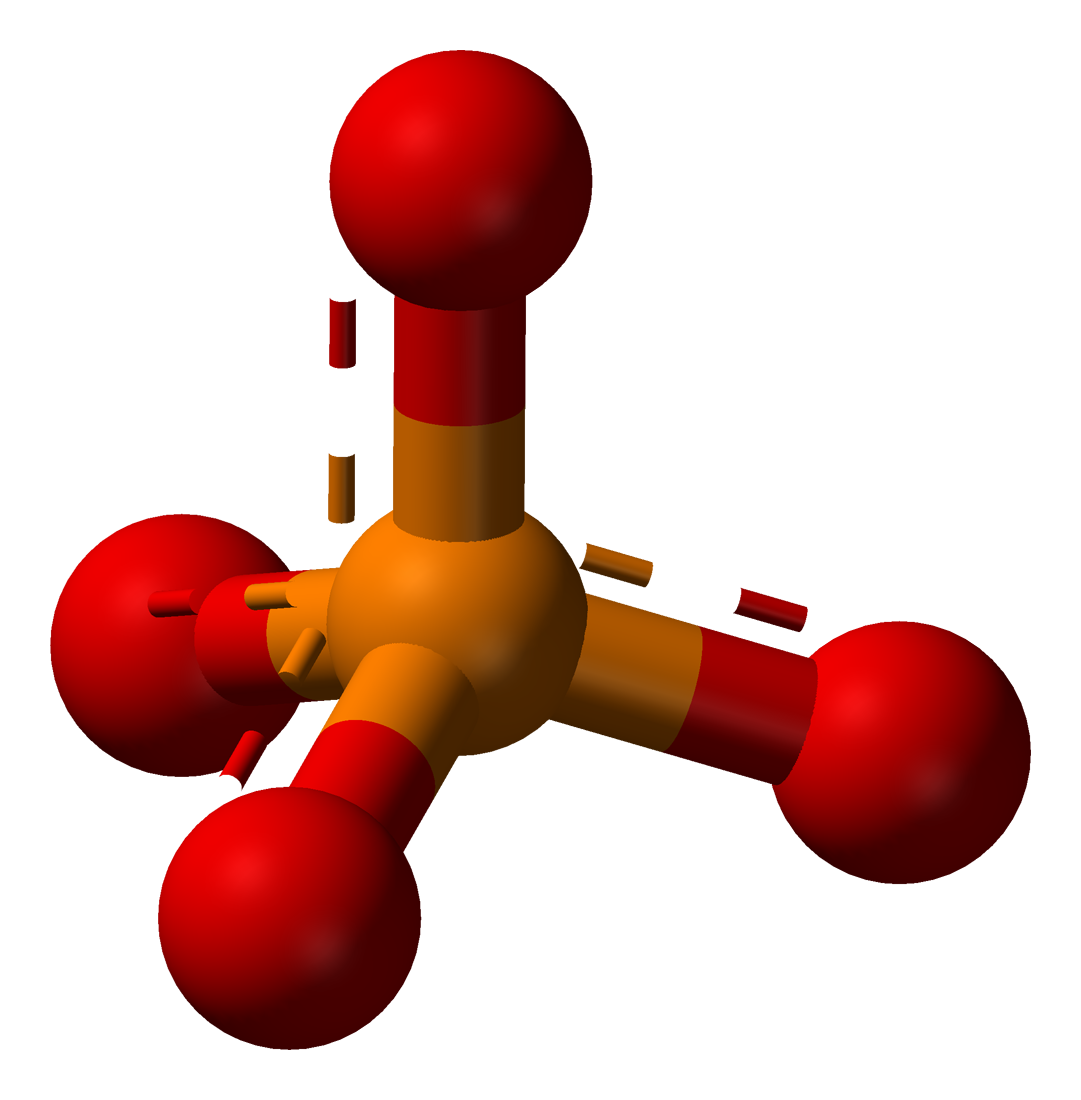
인산 음이온의 공-막대기 모형

인산가수분해효소(燐酸加水分解酵素, 영어: phosphatase) 또는 포스파테이스는 생화학에서 물을 사용하여 인산 모노에스터를 인산염과 알코올로 분해하는 효소이다. 인산가수분해효소는 기질의 가수분해를 촉매하기 때문에 가수분해효소의 하위 부류이다. 인산화(키네이스에 의한) 및 탈인산화(인산가수분해효소에 의한)는 세포 조절 및 세포 신호전달에서 다양한 역할을 수행하기 때문에 인산가수분해효소는 많은 생물학적 기능에 있어서 필수적이다. 인산가수분해효소는 분자로부터 인산기를 제거하는 반응을 촉매하는 반면, 키네이스(인산화효소)는 ATP로부터 분자로 인산기를 전달하는 반응을 촉매한다. 키네이스와 인산가수분해효소는 함께 세포의 조절 네트워크에 필수적인 번역 후 변형에 관
인산가수분해효소는 무기인산(Pi)을 공격기로 사용하여 기질의 공유 결합을 끊고 대신 기질로 인산기를 결합시키는 반응을 촉매하는 가인산분해효소(phosphorylase)와 혼동해서는 안된다. 세포 조절에 광범위하게 관여하기 때문에 인산가수분해효소는 제약 산업에서 관심을 가지고 있는 분야이다.

## 생화학

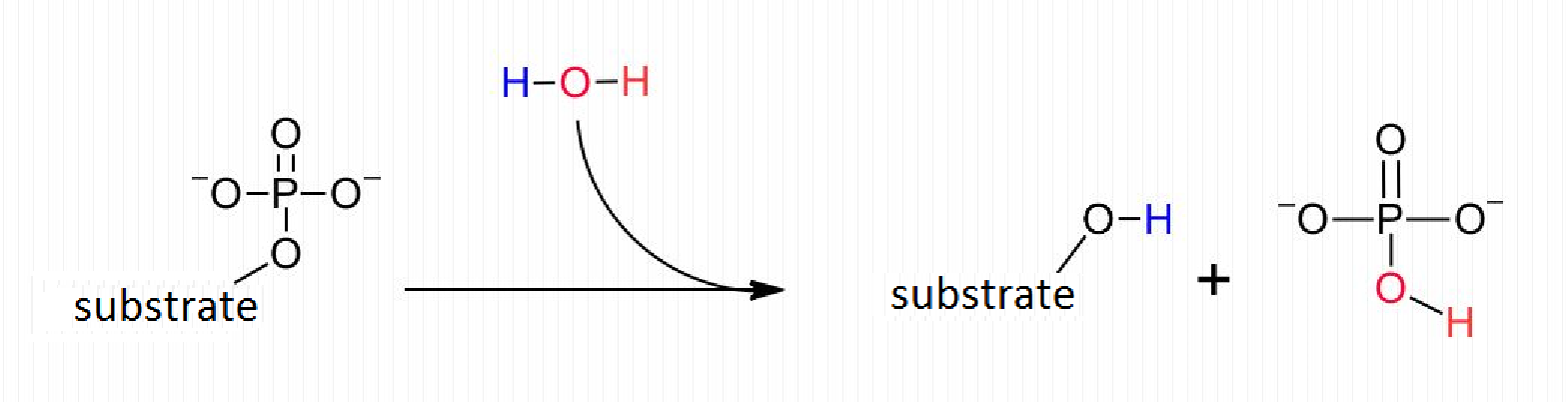
인산가수분해효소에 의해 촉매되는 일반적인 반응

인산가수분해효소는 포스포모노에스터의 가수분해를 촉매하여 기질로부터 인산염 부분을 제거한다. 물(H2O)은 반응해서 분리되며 하이드록실기(-OH)는 인산염 이온에 부착되고 H+는 다른 생성물의 하이드록실기를 양성자화시킨다. 반응의 결과 포스포모노에서터가 분해되고 인산염 이온과 하이드록실기를 가지는 분자가 생성된다.
인산가수분해효소는 기질의 다른 부위를 매우 특이적으로 탈인산화시킬 수 있다. 인산가수분해효소에 대한 기질 인식을 조절하는 메커니즘과 규칙인 "인산가수분해효소 코드"를 확인하는 것은 아직 진행 중인 작업이지만, 9종의 진핵생물의 "포스파톰(phosphatome)" 유전체에 암호화된 모든 단백질 인산가수분해효소에 대한 최초의 비교 분석이 현재 가능하다. 연구에 따르면 소위 "결합 상호작용"이 기질의 결합에 중요한 역할을 한다. 인산가수분해효소는 기질을 다양한 모티프(2차 구조의 요소)로 인식하고 상호작용을 한다. 이러한 모티프는 활성 부위에 포함되지 않는 인산가수분해효소의 결합 부위에 낮은 친화도로 결합한다. 각각의 개별 결합 상호작용은 약하지만 많은 상호작용들이 동시에 일어나서 결합 특이성에 누적 효과를 부여한다. 결합 상호작용은 또한 인산가수분해효소를 다른 자리 입체적으로 조절하여 촉매 활성에 영향을 미칠 수 있다.

## 기능
키네이스와는 달리 인산가수분해효소는 다양한 기질을 인식하고 반응을 촉매한다. 예를 들어 사람에서 Ser/Thr 키네이스는 Ser/Thr 인산가수분해효소보다 10배 더 많다. 어느 정도까지 이러한 불균형은 사람의 포스파톰에 대한 불완전한 지식에 기인한다. 포스파톰은 세포, 조직, 개체에서 발현되는 인산가수분해효소의 완전한 세트이다. 아직까지 발견하지 못한 인산가수분해효소들이 많으며, 알려져 있는 수 많은 인산가수분해효소들의 경우에도 아직 기질을 확인하지 못한 것이 많다. 그러나 잘 연구된 인산가수분해효소/키네이스 쌍 중에서 인산가수분해효소는 형태와 기능 모두에서 상응하는 키네이스보다 더 큰 다양성을 나타낸다. 이것은 인산가수분해효소들 간의 보존 정도가 낮기 때문일 수 있다.

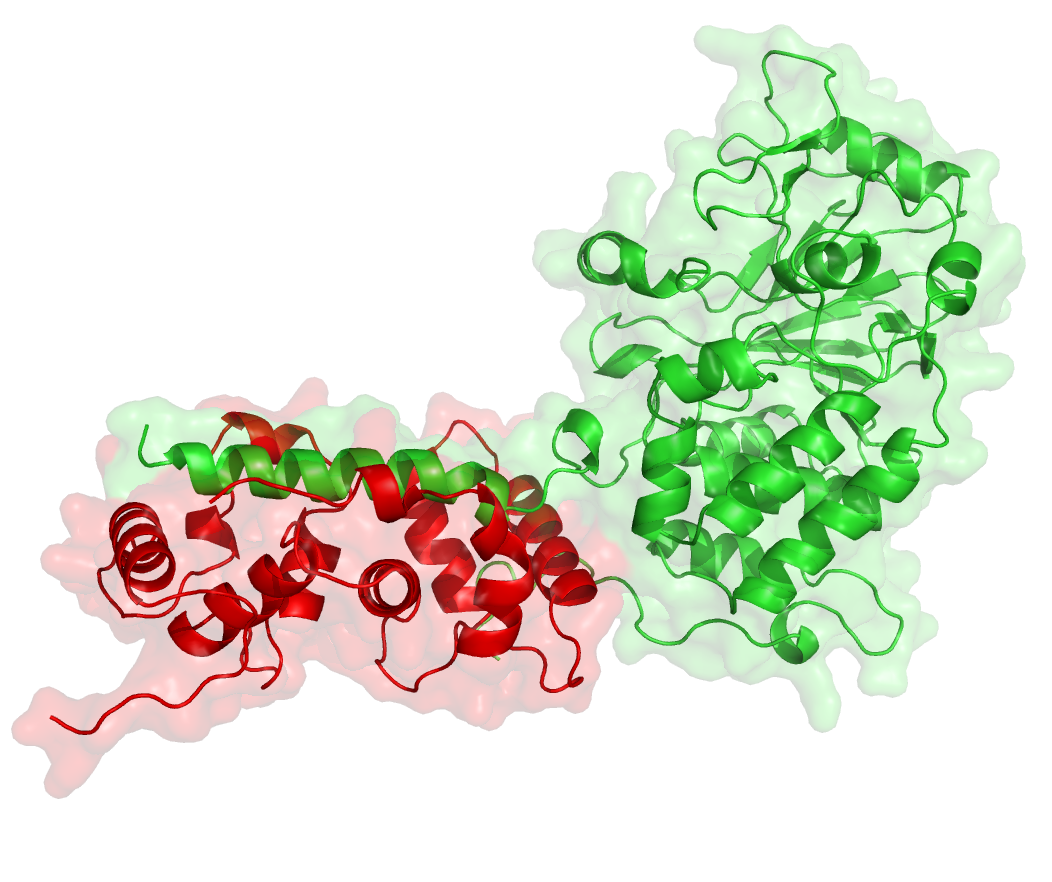
칼시뉴린(PP2B)은 면역계에 관여하는 단백질 인산가수분해효소이다.

### 단백질 인산가수분해효소

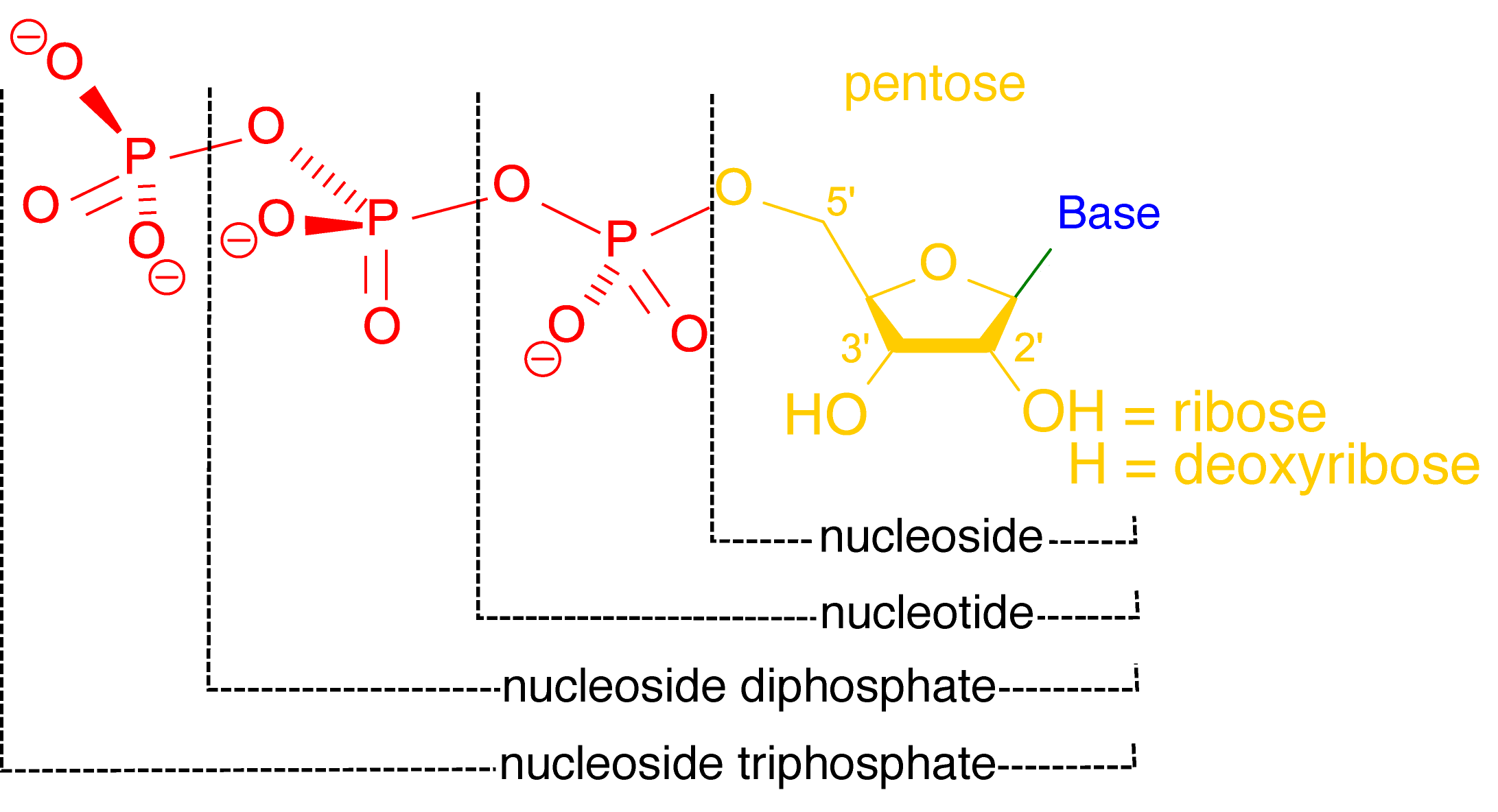
뉴클레오사이드에 한 개 이상의 인산기가 결합된 것을 뉴클레오타이드라고 하며, 뉴클레오사이드는 뉴클레오타이드가수분해효소에 의해 뉴클레오타이드로부터 인산기가 절단되어 생성된다.

단백질 인산가수분해효소는 효소의 단백질 기질의 아미노산 잔기를 탈인산화시키는 효소이다. 단백질 키네이스는 단백질을 인산화하여 신호전달 분자로 작용하는 반면, 인산가수분해효소는 인산기를 제거하는 데, 이는 세포 내 신호전달 시스템이 향후 사용을 위해 재설정될 경우에 필수적이다. 키네이스와 인산가수분해효소의 직렬 작업은 세포 조절 네트워크의 중요한 요소를 구성한다. 인산화(및 탈인산화)는 단백질에서 번역 후 변형의 가장 일반적인 모드 중 하나이며, 주어진 시간에 모든 단백질의 최대 30%가 인산화되는 것으로 추정된다. 두 가지 주목할 만한 단백질 인산가수분해효소는 PP2A와 PP2B이다. PP2A는 DNA 복제, 물질대사, 전사 및 발생과 같은 여러 조절 과정에 관여한다. 칼시뉴린이라고도 불리는 PP2B는 T 세포의 증식에 관여한다. 이 때문에 PP2B는 면역계를 억제하려는 일부 약물들의 표적이 된다.

### 뉴클레오타이드가수분해효소
뉴클레오타이드가수분해효소는 뉴클레오타이드의 가수분해를 촉매하여 뉴클레오사이드와 인산염 이온을 생성하는 효소이다. 뉴클레오타이드가수분해효소는 뉴클레오타이드/뉴클레오사이드의 균형있는 비율을 유지하는 데 부분적으로 책임이 있기 때문에 세포의 항상성 유지에 필수적이다. 일부 뉴클레오타이드가수분해효소는 세포 외부에서 기능하며 세포로 운반될 수 있는 뉴클레오사이드를 생성하고 뉴클레오타이드 회수 경로를 통해 뉴클레오타이드를 재생하는 데 사용된다. 세포 내에서 뉴클레오타이드가수분해효소는 스트레스 조건 하에서 에너지 수준을 유지하는 데 도움이 될 수 있다. 산소와 영양분이 부족한 세포는 더 많은 뉴클레오타이드를 분해하여 세포의 주요 에너지 화폐인 ATP와 같은 뉴클레오사이드 삼인산의 수준을 높일 수 있다.

### 포도당신생합성에서
인산가수분해효소는 포도당신생합성의 대사 중간생성물과 같은 탄수화물에도 작용할 수 있다. 포도당신생합성은 비탄수화물 전구체로부터 포도당이 생성되는 생합성 경로이다. 많은 조직이 포도당으로부터만 에너지를 얻을 수 있기 때문에 포도당신생합성 경로는 필수적이다. 두 가지 인산가수분해효소인 포도당 6-인산가수분해효소 및 과당 1,6-이중인산가수분해효소는 포도당신생합성에서 비가역적인 단계를 촉매한다. 각각의 효소는 6탄소 당인산 대사 중간생성물에서 인산기를 절단한다.

## 분류
더 큰 부류의 인산가수분해효소 내에서 국제 생화학·분자생물학 연합(IUBMB)은 104가지의 서로 다른 효소군을 인정하고 있다. 인산가수분해효소는 촉매 도메인에서 기질 특이성 및 서열 상동성에 따라 분류된다. 100가지 이상의 효소군으로 분류되었음에도 불구하고 모든 인산가수분해효소는 동일한 일반적인 가수분해 반응을 촉매한다.
생체 외 실험에서 인산가수분해효소는 여러 가지 다른 종류의 기질들을 인식하는 것처럼 보이며 하나의 기질은 여러 가지 다른 종류의 인산가수분해효소들에 의해 인식될 수 있다. 그러나 실험이 생체 내에서 수행되는 경우에 인산가수분해효소는 기질에 대해 매우 특이적인 것으로 나타났다. 어떤 경우에는 단백질 인산가수분해효소(즉, 기질인 단백질의 인산화된 아미노산 잔기에서 인산기를 제거하는 효소)가 비단백질 기질의 탈인산화를 촉매할 수도 있다. 유사하게 단백질 티로신 인산가수분해효소는 티로신 잔기 뿐만 아니라 세린 잔기도 탈인산화시킬 수 있다. 따라서 하나의 인산가수분해효소는 여러 인산가수분해효소군(群)의 특성을 나타낼 수 있다.

## 같이 보기
- 산성 인산가수분해효소
- 알칼리성 인산가수분해효소
- 핵산내부가수분해효소/핵산외부가수분해효소/인산가수분해효소 패밀리
- 키네이스
- 포스파톰
- 인산기전이효소
- 단백질 인산가수분해효소
- 단백질 인산가수분해효소 2 (PP2A)